# Jepson manual: vascular plants of California
Jepson manual: vascular plants of California (abreviado Jepson Man. (Baldwin) ed. 2.) es un libro con ilustraciones y descripciones botánicas que fue escrito por Baldwin, B. G., S. Boyd, F. J. Ertter, R. W. Patterson, T. J. Rosatti & D. H. Wilken y publicado Berkeley en el año 2012, con el nombre de Jepson manual: vascular plants of California,  Berkeley. Una primera edición fue publicada en 1993 con el nombre de The Jepson Manual.
Jepson manual: vascular plants of California, es la más reciente edición del texto clásico de la botánica. "Trae el legado de  Jepson al siglo XXI, el nuevo manual tiene como objetivo describir todos los taxones de California que se producen en las zonas silvestres, sin importar lo difícil de identificar", dice el editor de la convocatoria Bruce Baldwin, curador del Jepson Herbario de la UC Berkeley, llamado así por el eminente botánico de California  y profesor de Berkeley Willis Linn Jepson. En total, la segunda edición cuenta con 7.601 plantas de especies, subespecies y variedades de California.
Mientras que el libro lleva el nombre en honor de Jepson, El Manual Jepson no es simplemente una nueva edición del libro de Jepson de 1923, sino una nueva obra que se llama Baldwin el que más tiempo dedica al mismo. [ 2 ] Al igual que otros científicos manuales, se basa en publicaciones anteriores; excepto por el número de dibujos lineales, tiene más en común con el manual antes estándar, de Phillip Munz A California Flora and Supplement (1968) que con el libro de 1923.